# الجمهورية الفرنسية الخامسة

صورة لعلم الجمهوريَّة الفرنسيَّة

الجمهورية الفرنسية الخامسة (بالفرنسية: Cinquième République) أقيمت في عهد شارل ديغول، وهي نظام الحكم الجمهوري الحالي في فرنسا بموجب دستور الجمهورية الخامسة في 4 أكتوبر 1958. نشأت الجمهورية الخامسة بعد انهيار الجمهورية الرابعة، واستبدلت الجمهورية البرلمانية السابقة بنظام شبه رئاسي (أو تنفيذي مزدوج) يقسم السلطات بين رئيس وزراء يترأس الحكومة ورئيس للدولة. آمن شارل ديغول، أول رئيس فرنسي منتخب في عهد الجمهورية الخامسة في ديسمبر 1958، بضرورة وجود رئيس قوي للدولة يجسد روح الأمة على حد وصفه.
تعد الجمهورية الخامسة ثالث أطول نظام سياسي في فرنسا، بعد الممالك الوراثية والإقطاعية في النظام القديم (حكم أترافي) (أواخر العصور الوسطى - 1792) والجمهورية الثالثة البرلمانية (1870-1940). في حال استمر نظام الجمهورية الخامسة حتى 11 يوليو 2028، فإنه سيتفوق على نظام الجمهورية الثالثة من حيث المدة الزمنية، ويصبح ثاني أطول نظام سياسي.

## الأصول
شكلت أزمة مستعمرة الجزائر عام 1958 شرارة انهيار الجمهورية الفرنسية الرابعة. كانت فرنسا ما تزال قوة استعمارية في ذلك الوقت، على الرغم من أن الثورات قد بدأت في عملية إنهاء استعمارها. وكان غرب أفريقيا والهند الصينية والجزائر ترسل ممثلين إلى البرلمان الفرنسي بموجب أنظمة الاقتراع المحدود في الاتحاد الفرنسي. على الرغم من كونها مستعمرة تضم أكبر عدد من السكان الفرنسيين، شهدت الجزائر ضغوطًا متزايدةً للانفصال عن متروبوليتان فرنسا. ازداد الموقف تعقيدًا بسبب المستوطنين الأوروبيين والعديد من اليهود الأصليين، الذين أرادوا الإبقاء على الاتحاد مع فرنسا، لذلك لم تكن الحرب مجرد حركة انفصالية بل كانت تضم أيضًا جوانب حرب أهلية. تعقد الوضع أكثر عندما تمرد قسم من الجيش الفرنسي ودعم علنًا حركة الجزائر الفرنسية. وضع شارل ديغول، الذي تقاعد من السياسة قبل عقد من الزمن، نفسه في خضم الأزمة، ودعى إلى تعليق ووقف أداء الحكومة وإنشاء نظام دستوري جديد. وصل ديغول إلى السلطة بسبب عدم قدرة البرلمان على اختيار الحكومة، والاحتجاج الشعبي، وتصويت آخر برلمان للجمهورية الرابعة على حلها وعقد مؤتمر دستوري.
عانت الجمهورية الرابعة من غياب الإجماع السياسي، وضعف السلطة التنفيذية، وتشكيل الحكومات وسقوطها في تتابع سريع منذ عام 1946. وفي غياب أي حزب أو ائتلاف قادر على دعم الأغلبية البرلمانية، وجد رؤساء الوزراء أنفسهم غير قادرين على المجازفة بموقفهم السياسي من خلال شن إصلاحات غير مألوفة أو شائعة.
اقترح ديغول وأنصاره نظام الرؤساء الأقوياء المنتخبين لمدة سبع سنوات، وسيكون للرئيس، بموجب الدستور المقترح، سلطات تنفيذية لإدارة البلاد بالتشاور مع رئيس الوزراء الذي سيعينه. في 1 يونيو 1958، عُيِّن شارل ديغول رئيسًا للحكومة؛ في 3 يونيو 1958، خول قانون دستوري للحكومة الجديدة صياغة دستور جديد للجمهوريّة الفرنسيّة، ومنح قانون آخر شارل ديغول ورفاقه في مجلس الوزراء سلطة الحكم بمرسوم لمدة تصل إلى ستة أشهر، باستثناء بعض الأمور المتعلقة بالحقوق الأساسية للمواطنين (القانون الجنائي، إلخ). وافق على هذه الإجراءات والخطط أكثر من 80% ممن صوتوا في استفتاء 28 سبتمبر 1958، ووقع على الدستور الجديد ليصبح إلزاميًا بتاريخ 4 أكتوبر عام 1958، الأمر الذي مثل انتقال فرنسا من الجمهورية الرابعة إلى الجمهورية الخامسة.
تضمن الدستور الجديد فقرات انتقالية (المواد 90-92) لتمديد فترة الحكم بمرسوم حتى عمل المؤسسات الجديدة. ظل رينيه كوتي رئيسًا للجمهورية حتى إعلان الرئيس الجديد. في 21 ديسمبر 1958، انتخبت هيئة انتخابية شارل ديغول رئيسًا للجمهوريّة، وأعلنت اللجنة الدستورية المؤقتة، التي تعمل بدلًا من المجلس الدستوري، نتائج الانتخابات في 9 يناير عام 1959. باشر الرئيس الجديد عمله في ذلك التاريخ، وعين ميشيل دوبريه رئيسًا للوزراء.

## رؤساء الجمهورية الخامسة

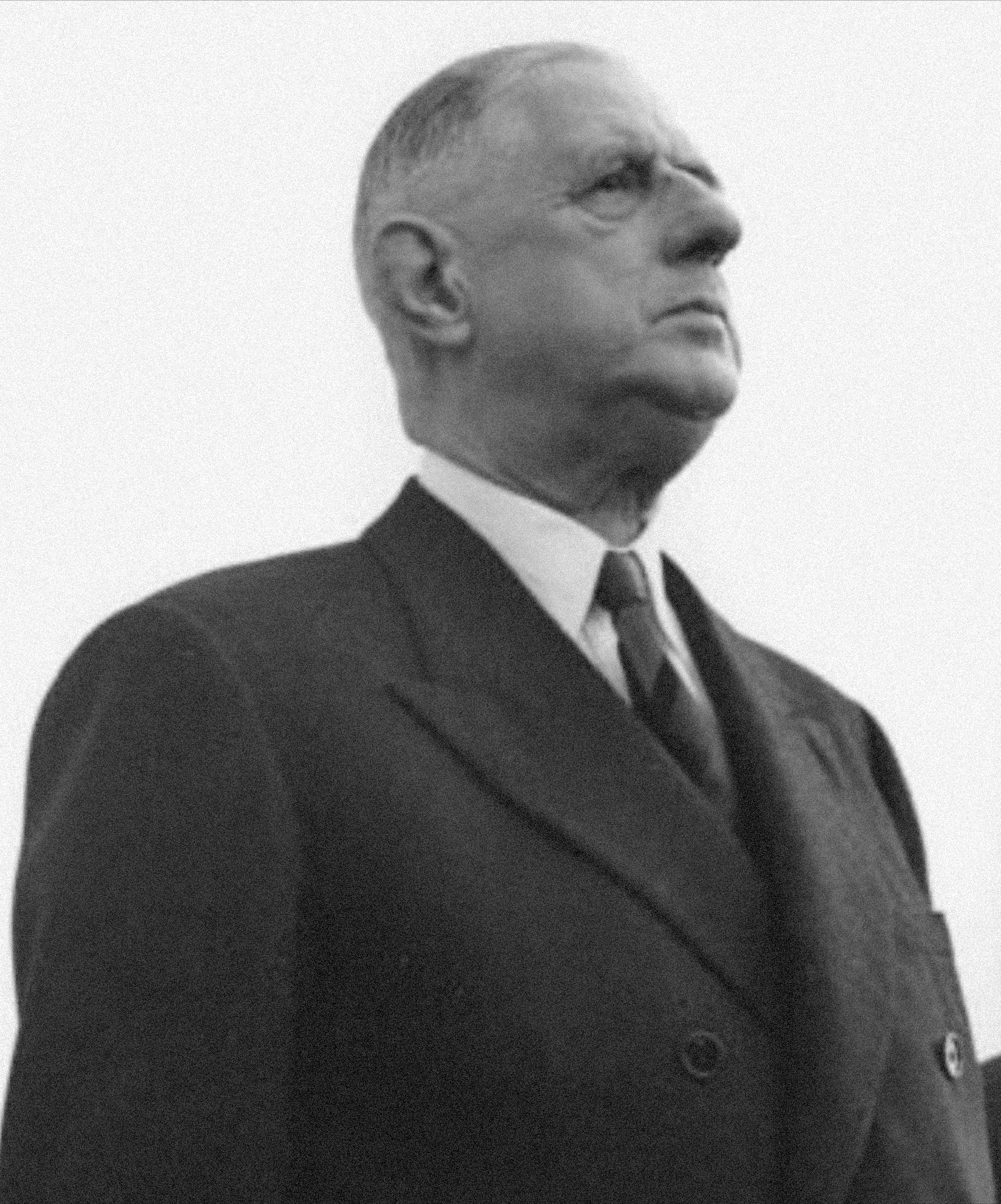
شارل ديغول (1890–1970) خدم في المنصب من عام 1959 حتى عام 1969
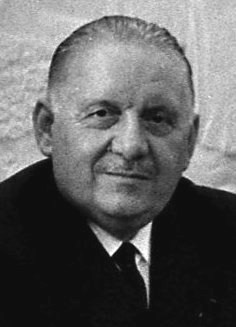
آلان بوهر (1909–1996) خدم في المنصب عام 1969، عام 1974 (رئيسًا مؤقتًا)
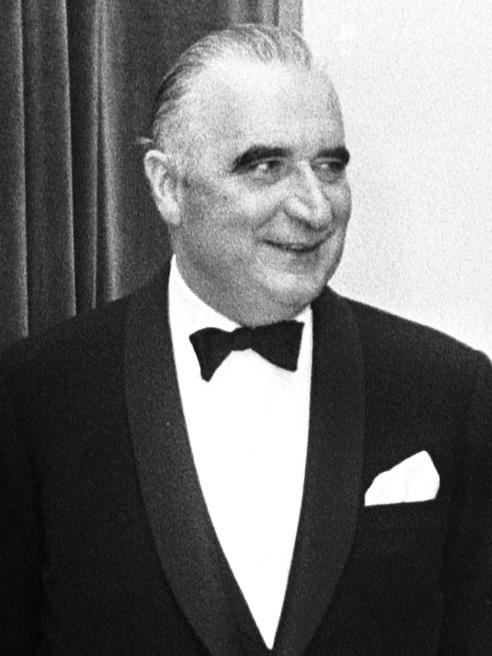
جورج بومبيدو (1911–1974) خدم في المنصب من عام 1969 حتى عام 1974
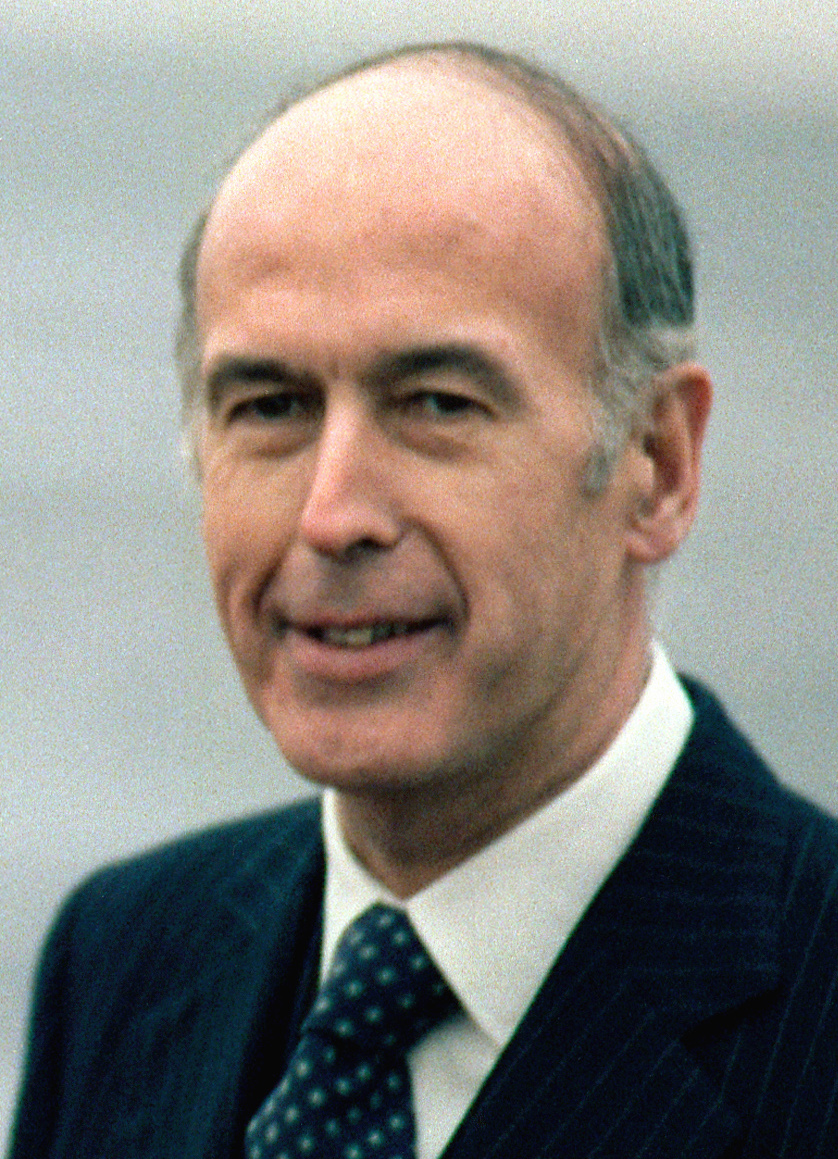
فاليري جيسكار ديستان ( 1926-2020 ) خدم في المنصب من عام 1974 حتى عام 1981
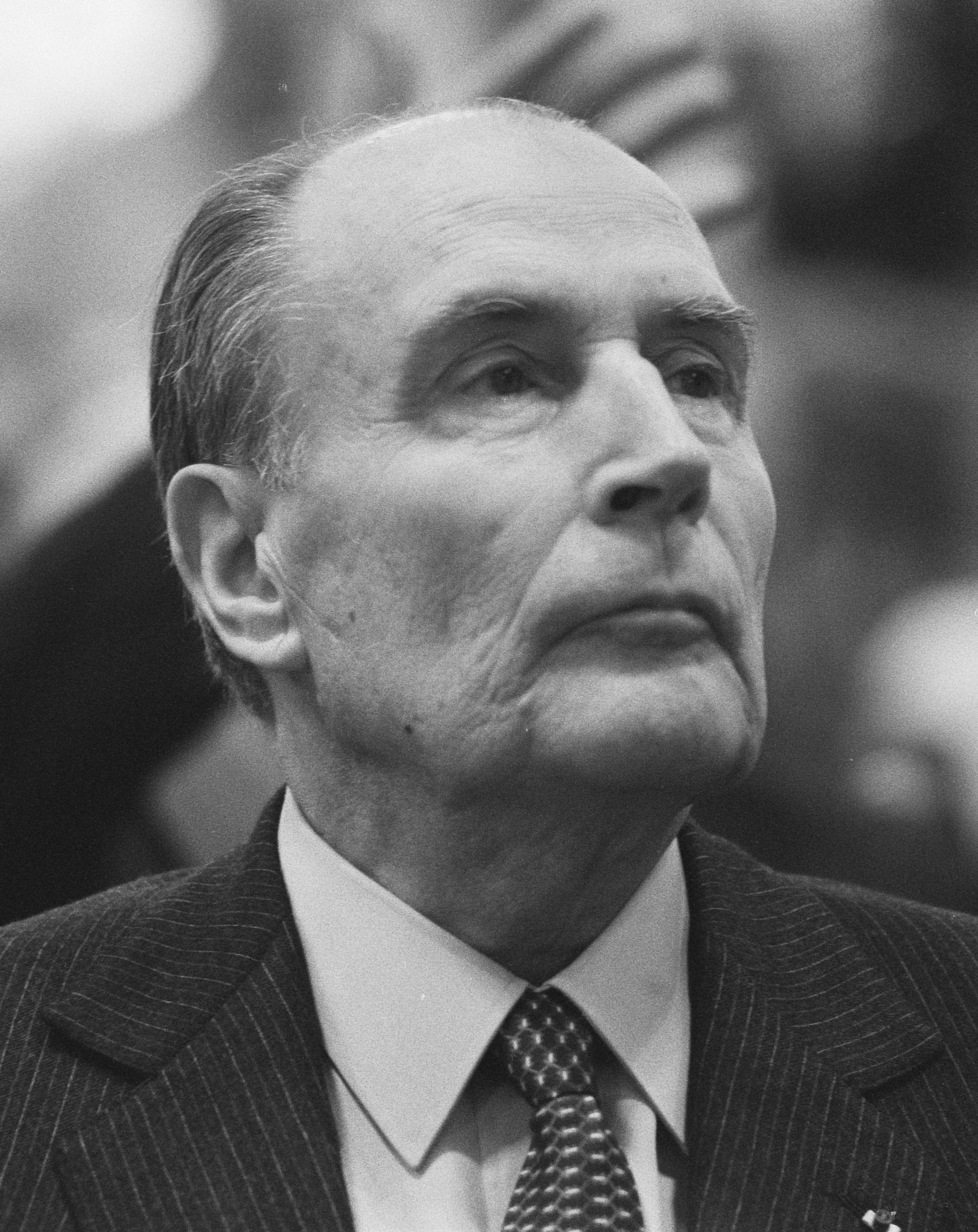
فرنسوا ميتران (1916–1996) خدم في المنصب من عام 1981 حتى عام 1995
جاك شيراك (1932–2019) خدم في المنصب من عام 1995 حتى عام 2007
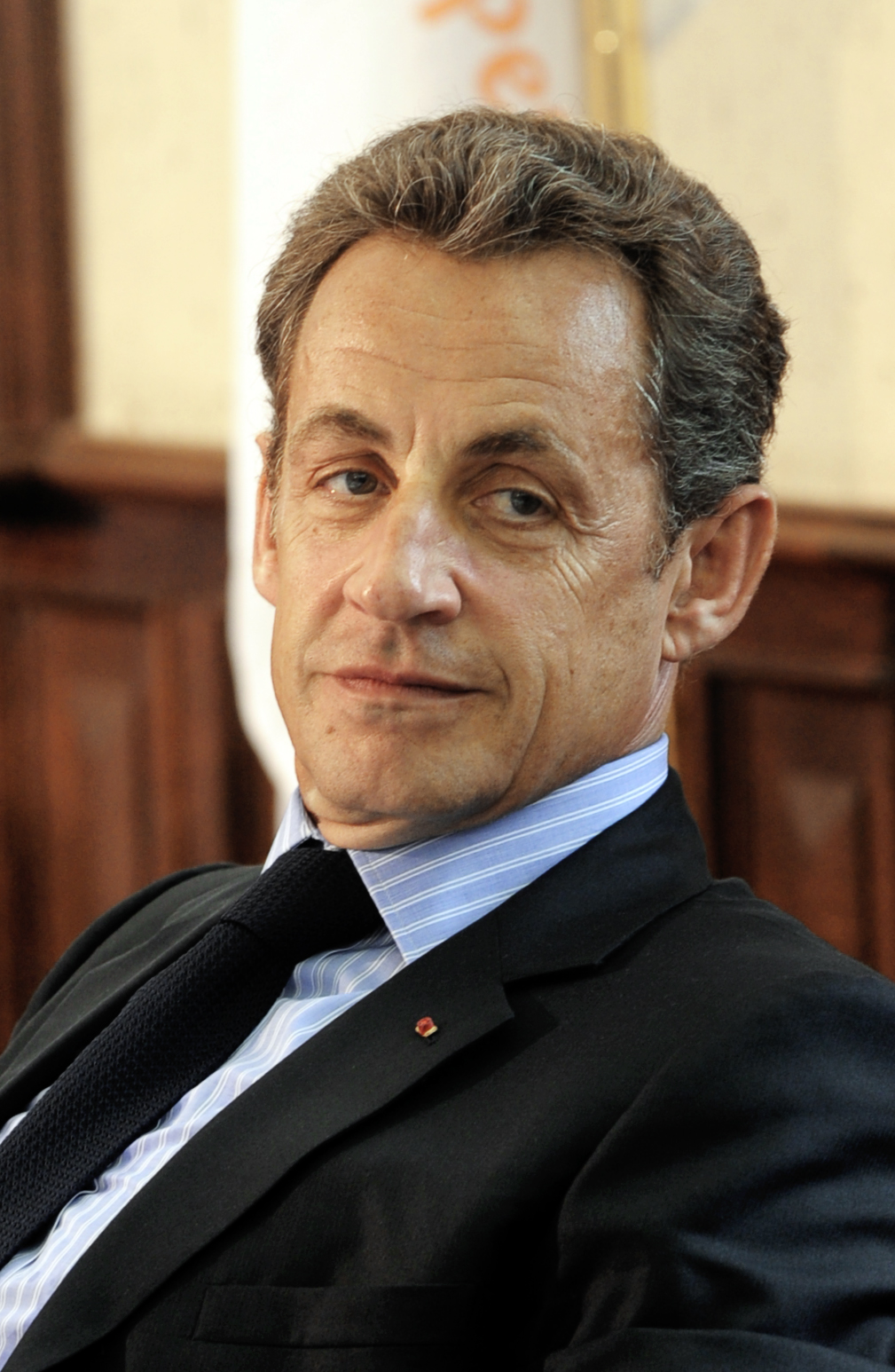
نيكولا ساركوزي (مواليد عام 1955) خدم في المنصب من عام 2007 حتى عام 2012
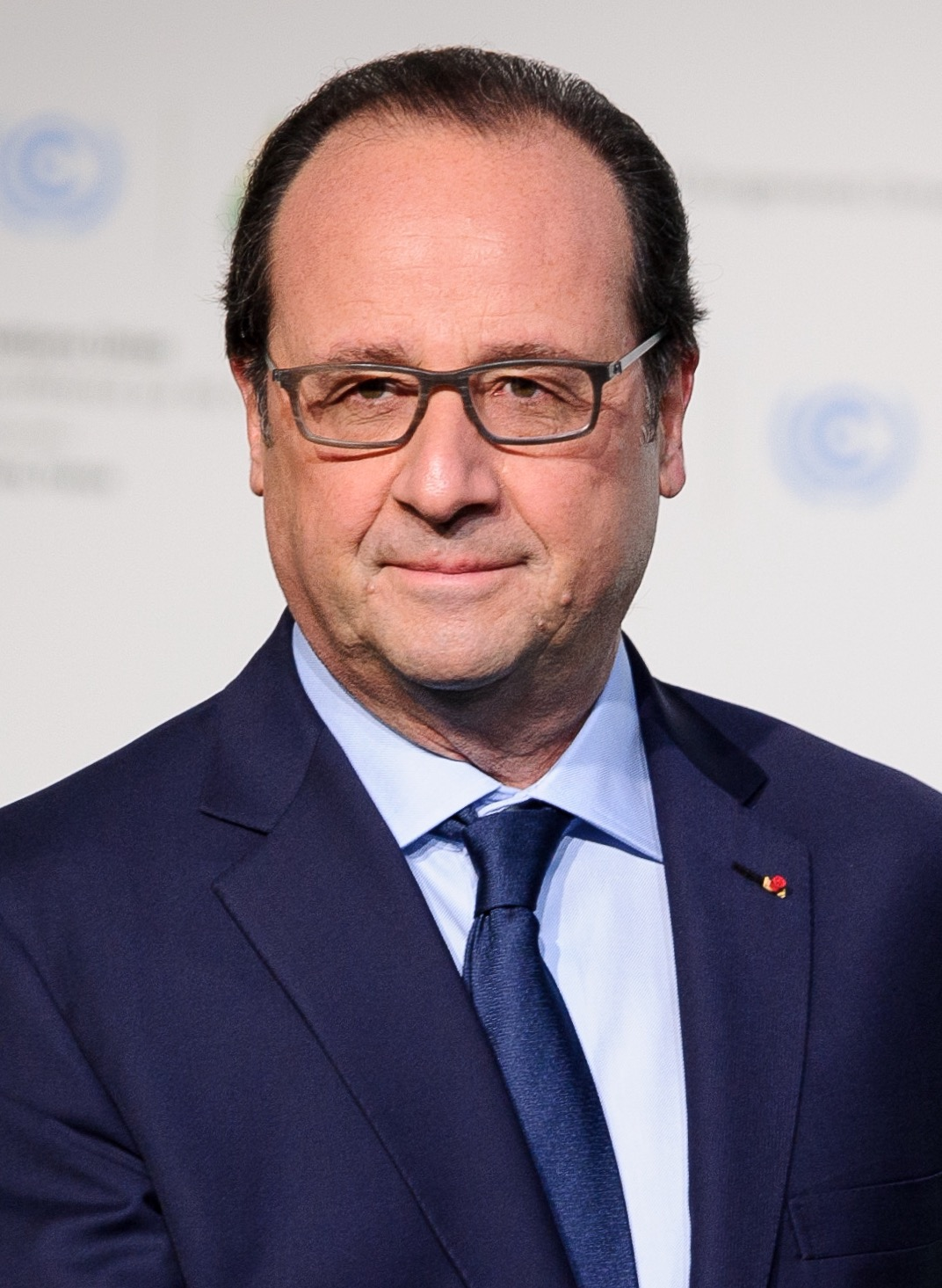
فرانسوا أولاند (مواليد عام 1954) خدم في المنصب من عام 2012 حتى عام 2017
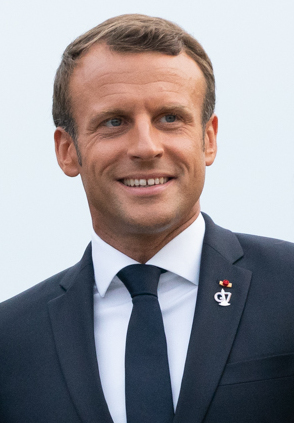
إيمانويل ماكرون (مواليد عام 1977) يخدم في المنصب منذ 2017

| تسلسل | رئيس الجمهورية       | حياته       | من            | حتى                               | الحزب                                                |
| ----- | -------------------- | ----------- | ------------- | --------------------------------- | ---------------------------------------------------- |
| 1     | شارل ديغول           | 1890–1970   | 8 يناير 1959  | 28 أبريل 1969 (قدم استقالته)      | مستقل                                                |
| -     | آلان بوهر            | 1909–1996   | 28 أبريل 1969 | 15 يونيو 1969 (رئيسًا مؤقتًا)       | الوسط الديمقراطي                                     |
| 2     | جورج بومبيدو         | 1911–1974   | 15 يونيو 1969 | 2 أبريل 1974 (توفي وهو في المنصب) | اتحاد الديمقراطيين من أجل الجمهورية                  |
| -     | آلان بوهر            | 1909–1996   | 2 أبريل 1974  | 19 May 1974 (رئيسًا مؤقتًا)         | الوسط الديمقراطي                                     |
| 3     | فاليري جيسكار ديستان | 1926- 2020  | 19 مايو 1974  | 21 مايو 1981                      | الاتحاد من أجل الديمقراطية                           |
| 4     | فرنسوا ميتران        | 1916–1996   | 21 مايو 1981  | 17 مايو 1995                      | الحزب الاشتراكي                                      |
| 5     | جاك شيراك            | 1932–2019   | 17 مايو 1995  | 16 مايو 2007                      | التجمع من أجل الجمهورية ثم الاتحاد من أجل حركة شعبية |
| 6     | نيكولا ساركوزي       | مواليد 1955 | 16 مايو 2007  | 15 مايو 2012                      | الاتحاد من أجل حركة شعبية                            |
| 7     | فرانسوا أولاند       | مواليد 1954 | 15 مايو 2012  | 14 مايو 2017                      | الحزب الاشتراكي                                      |
| 8     | إيمانويل ماكرون      | مواليد 1977 | 14 مايو 2017  | رئيس الجمهورية الحالي             | الجمهورية إلى الأمام!                                |